# Cry Me a River (賈斯汀·汀布萊克歌曲)
《Cry me a river》是Jive唱片在2002年11月推出的當代節奏藍調單曲，由賈斯汀·汀布萊克演唱，他亦是填詞人之一，並由提姆巴蘭所製作。此曲在2002年12月先達到主流四十強單曲榜第37名，在2003年2月最高達到第3名。此曲的銷量已超過120萬次
。

## 背景

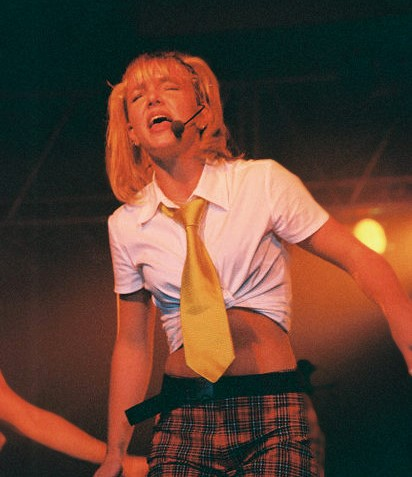
布蘭妮·斯皮爾斯

該曲的創作靈感来自賈斯汀·提姆布萊克與布蘭妮·斯皮爾斯结束於2002年的戀愛關係。他最初的說法比較模稜兩可。在2011年12月，他承認他跟布蘭妮·斯皮爾斯吵架後才開始填歌詞：“我在进行并不舒服的对话。我走進錄音室，提姆巴蘭能看到我憤怒。”提姆巴蘭回想起自己對他說：“老兄，別擔心。”然後他說：“我不敢相信，她對我做出這種事。”

## 另見
- What Goes Around... Comes Around